# II liga polska w futsalu (2006/2007)
II liga polska w futsalu 2006/2007 - 6. edycja drugiego poziomu rozgrywek klubowych polskiej ligi futsalu. W lidze wystąpiło 18 zespołów w dwóch grupach, które walczyły systemem "każdy z każdym" o awans do I ligi. Do najwyższej klasy rozgrywkowej awansowały dwa najlepsze zespoły. W walce o dodatkowe miejsca premiowane awansem do I ligi rozegrano baraże, z których zwycięsko wyszedł Gazownik Wawelno.
| Poziomy ligowe w futsalu w sezonie 2006/2007 | Poziomy ligowe w futsalu w sezonie 2006/2007 | Poziomy ligowe w futsalu w sezonie 2006/2007 | Poziomy ligowe w futsalu w sezonie 2006/2007 |
| Rozgrywki                                    | Poziomy ligowe                               | Liga                                         | Sezon                                        |
| -------------------------------------------- | -------------------------------------------- | -------------------------------------------- | -------------------------------------------- |
| Centralne                                    | I poziom                                     | I Liga                                       | Sezon 2006/2007 (1 grupa)                    |
| Centralne                                    | II poziom                                    | II Liga                                      | Sezon 2006/2007 (2 grupy)                    |
| Regionalne                                   | III poziom                                   | III liga                                     | Sezon 2006/2007 (4 grupy)                    |

## Tabele

### Grupa I (d. południowa)
| Lp. | Drużyna                   | M  | Z  | R | P  | Bramki | Bramki | +/-  | Pkt. | Uwagi              |
| --- | ------------------------- | -- | -- | - | -- | ------ | ------ | ---- | ---- | ------------------ |
| 1   | ZIS Gaszyńscy Kraków (b)  | 18 | 14 | 2 | 2  | 111    | 60     | +51  | 44   | Awans              |
| 2   | WSB Chorzów               | 18 | 12 | 1 | 5  | 94     | 65     | +29  | 37   | Baraż/ wyc.po sez. |
| 3   | UPOS System Knurów        | 18 | 11 | 2 | 5  | 102    | 78     | +24  | 35   |                    |
| 4   | Rekord Bielsko-Biała (s)  | 18 | 11 | 2 | 5  | 104    | 57     | +47  | 35   |                    |
| 5   | Rodakowski Tychy          | 18 | 9  | 3 | 6  | 104    | 75     | +29  | 30   |                    |
| 6   | Gwiazda Ruda Śląska (b)   | 18 | 8  | 1 | 9  | 81     | 73     | +8   | 25   |                    |
| 7   | Marex Chorzów (s)         | 18 | 7  | 1 | 10 | 73     | 86     | -13  | 22   |                    |
| 8   | Strzelec Gorzyczki        | 18 | 6  | 0 | 12 | 90     | 109    | -19  | 18   |                    |
| 9   | Dąbrovia 2003 Jaworzno    | 18 | 4  | 3 | 11 | 77     | 114    | -37  | 15   |                    |
| 10  | Trans-Blach Nowy Sącz (b) | 18 | 0  | 1 | 17 | 39     | 158    | -119 | 1    | Wycofany           |

- Futsal Pawłowice wycofał się przed sezonem.
- Unia Tarnów wycofała się z rozgrywek po ośmiu kolejkach - wyniki meczów z jej udziałem zostały anulowane.
- Trans-Blach Nowy Sącz wycofał się z rozgrywek po trzynastu kolejkach - jego nierozegrane mecze zweryfikowano jako walkowery.
- Po sezonie WSB Chorzów wycofał się z rozgrywek.

### Grupa II (d. północna)
| Lp. | Drużyna                        | M  | Z  | R | P  | Bramki | Bramki | +/- | Pkt. | Uwagi       |
| --- | ------------------------------ | -- | -- | - | -- | ------ | ------ | --- | ---- | ----------- |
| 1   | AZS UW Warszawa                | 14 | 12 | 0 | 2  | 88     | 44     | +44 | 36   | Awans       |
| 2   | Gazownik Wawelno (b)           | 14 | 11 | 1 | 2  | 83     | 43     | +40 | 34   | Baraż/Awans |
| 3   | TPH Polkowice                  | 14 | 11 | 0 | 3  | 118    | 54     | +64 | 33   |             |
| 4   | Tacho Arpol Toruń (b)          | 14 | 8  | 1 | 5  | 65     | 49     | +16 | 25   |             |
| 5   | MKS Praszka                    | 14 | 6  | 0 | 8  | 59     | 62     | -3  | 18   |             |
| 6   | MKS Gorzów Wielkopolski (b)    | 14 | 3  | 1 | 10 | 58     | 98     | -40 | 10   |             |
| 7   | Energy Ostrowiec Świętokrzyski | 14 | 3  | 1 | 10 | 61     | 89     | -28 | 10   |             |
| 8   | Polonia Szczecin               | 14 | 0  | 0 | 14 | 33     | 126    | -93 | 0    |             |

Źródło 
Źródło 

## Baraże o awans do ekstraklasy
- I para barażowa
  - 3 maja 2007, Gazownik Wawelno - Kupczyk Kraków 3:4
  - 11 maja 2007, Kupczyk Kraków - Gazownik Wawelno 3:5
- II para barażowa
  - 3 maja 2007, WSB Chorzów - GKS Jachym Tychy 1:4
  - 6 maja 2007, GKS Jachym Tychy - WSB Chorzów 7:7

Źródło 

## Źródła
- Portal Łączy nas piłka PZPN
- Portal 90.minut.pl